# Jørgen Christopher von Klenow
Jørgen Christopher von Klenow född ? i Mecklenburg i Tyskland, död 1723 i Köpenhamn, Danmark, var en dansk-norsk officer som var kommendant på Akershus fästning under perioden 1712-1719.
Under denna period, från den 8 mars 1716, belägrades fästningen av den svenske kungen Karl XII med 10 000 man. von Klenow lyckades samla 3 000 försvarare och höll ut en långvarig belägring. De svenska trupperna tvingades dra sig tillbaka. von Klenow flyttades till Köpenhamn där han förde befäl över stadens viktigaste befästning Kastellet. von Klenow innehade denna post fram till sin död 1723.